# 约瑟夫-弗朗索瓦·拉菲托
约瑟夫-弗朗索瓦·拉菲托（法語：Joseph-François Lafitau，1681年5月31日—1746年7月3日），法国耶稣会传教士，民族学家，植物学家。

## 生平
1681年5月31日，生于法国波尔多。
15岁，在波尔多加入耶稣会。
在这个海港城市，他表现出对法帝国在海外扩张的浓厚兴趣，因此学习了多种外语，接触大量外语文献。
先后在利摩日（法語：Limoges），桑特（法語：Saintes）和波城（法語：Pau）等地教授人文学科和修辞学。
1706年到1709年，在普瓦捷（法語：Poitiers）和拉弗莱什（法語：La Flèche）深造。
1710年，在巴黎的路易大帝学院（College de Louis-le-Grand）完成神学课程。
1711年，加入加拿大易洛魁传教团，工作近6年。
1717年，返回法国。
1746年7月3日，病逝于法国波尔多。

## 个人成就
他最显著的贡献是对印第安易洛魁社会的研究。1724年出版了关于易洛魁部落的著作《美国印第安人的风俗习惯与原初时代的比较》（Customs of the American Indians Compared with the Customs of Primitive Times ）。在科学古人类学研究中运用比较方法。被认为是现代民族志研究第一人，是易洛魁科学人类学研究的先驱。他创立了一种不使用欧洲社会的术语体系来描述现存文化体。他将一般性特征使用于各部落群，认为只有从特殊的区别性特征才能推断出一般性特征。
初到魁北克时，那是一个充满敌意的环境，旨在结束西班牙王位继承战争《乌得勒支和约》（Treaty of Utrecht）尚未签约，英国和法国在北美的敌意仍在进行中，因此在森林的旅行极度危险。他受命去圣劳伦斯河南岸的易洛魁社区。他注意到妇女在易洛魁社会的重要性，通婚是一个阶级重新分类的重要手段，是印第安城镇议事政治的脉搏。他的观察使得西方对于易洛魁有更深刻的了解。
他也寻求印第安人起源于亚洲的证据。

## 发现北美人参
他获得了杜德美关于中国人参的报告，随后在圣劳伦斯河森林地区发现北美人参。
易洛魁人长期使用人参作为药材。通过寻找人参，他询问莫霍克人（Mohawk）的草学专家，详细了解土著民族的生活习性和信仰，他希望这些有助于欧洲人扩大药品的知识。
用欧洲传统医学的角度分析人参的医学特点，反映在他于1718年出版的《关于宝贵人参的笔记》（Mémoire...concernant la précieuse plante du gin-seng），这本书使他享誉欧洲学术界，从此不仅开创法国向中国的人参出口市场，也使得全世界各地的欧洲人开始食用人参。